# Periecos
Os periecos ou periocos (os da periferia) eram a segunda camada da sociedade estamental dos espartanos, logo após os esparciatas. 
Ao contrário dos esparciatas, os periecos podiam dedicar-se ao comércio e à indústria artesanal. A segunda camada social era composta por populações livres, porém sem direitos políticos, embora lhes coubesse administrar as comunidades, fora da cidade de Esparta; onde viviam. 
Os periecos eram habitantes da Lacônia, dominados pelos dórios e que por muito tempo foram considerados prováveis descendentes dos aqueus que se haviam submetido, sem oporem grande resistência aos conquistadores; hoje, admite-se que também famílias dóricas, juntamente com famílias aqueanas, integrassem a camada dos periecos. Eram camponeses, comerciantes e artesãos, podendo possuir terras e bens móveis; gozavam de certa autonomia, vigiada por funcionários espartanos, os Harmostes, e eram obrigados a pagar tributos. O casamento entre espartanos e periecos era estritamente proibido. Serviam ao exército em unidades à parte, pois o serviço militar lhes era obrigatório. Porém, não precisavam estar sempre à disposição do exército e não recebiam toda a preparação para as guerras.
Em resumo, os periecos eram homens livres, mas sem direitos políticos, muitas vezes estrangeiros. Trabalhavam na terra e no comércio e contribuíam com o pagamento de impostos.